# Орасио Тијановић
Орасио Габријел Тијановић (шп. Horacio Gabriel Tijanovich; Виља Сан Хусто, 28. фебруар 1996) је аргентински фудбалер српског порекла који тренутно наступа за Сан Мартин из Сан Хуана. Игра је на позицији крилног нападача.
Тијановић је рођен у месту Виља Сан Хусто, аргентинска провинција Ентре Риос. Тамо су се доселили његови родитељи из Уругваја. Његов предак се са Балкана доселио у Уругвај почетком 20. века, у место које су основали руски емигранти.

## Успеси
Агропекуарио
- Торнео Федерал А  (1) : 2016/17.[8]

 Химнасија Ла Плата
- Куп Аргентине: (финале: 2018)[9]